# Ubosot

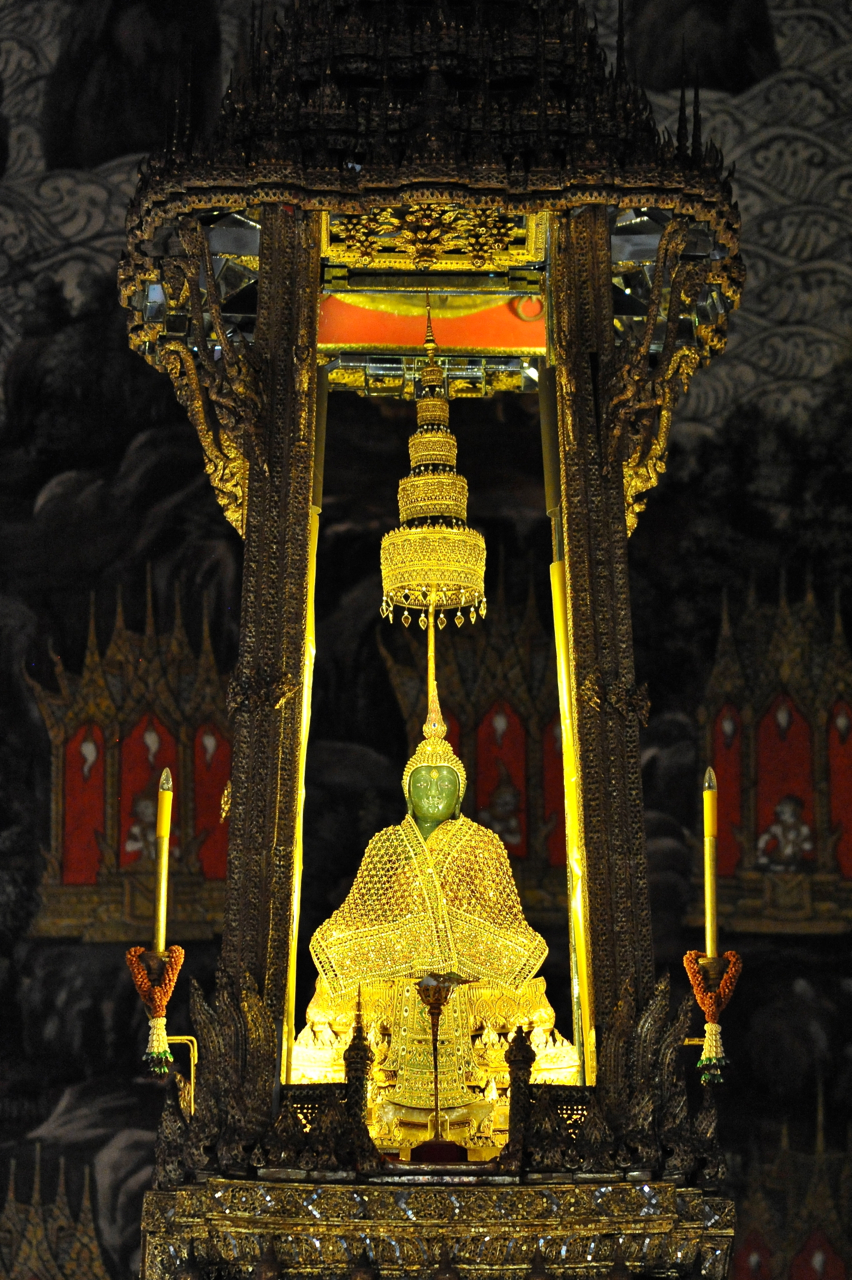
Smaragdgroene Boeddha in de ubosot van Wat Phra Kaew

Een ubosot (of met meer respect phra ubosot, maar ook wel afgekort tot bot) is een gebouw in een boeddhistische tempel (wat) en staat op gewijde grond. De functie van het gebouw is die van wijdingszaal. Een ubosot lijkt qua architectuur op een wihan.
In tempels waar de ubosot het grootste gebouw is, staat de grootste Buddharupa in de ubosot. In de noordelijke provincies van Thailand is de ubosot in de meeste gevallen juist een bescheidener gebouw met minder luxe dan de wihan, en staat de grootste Buddharupa in de wihan. Voor een ubosot-gebouw gelden minimale afmetingen: er moeten minimaal 21 monniken in plaats kunnen nemen. De gewijde grond rond een ubosot wordt gemarkeerd door grensstenen (bai sema's).

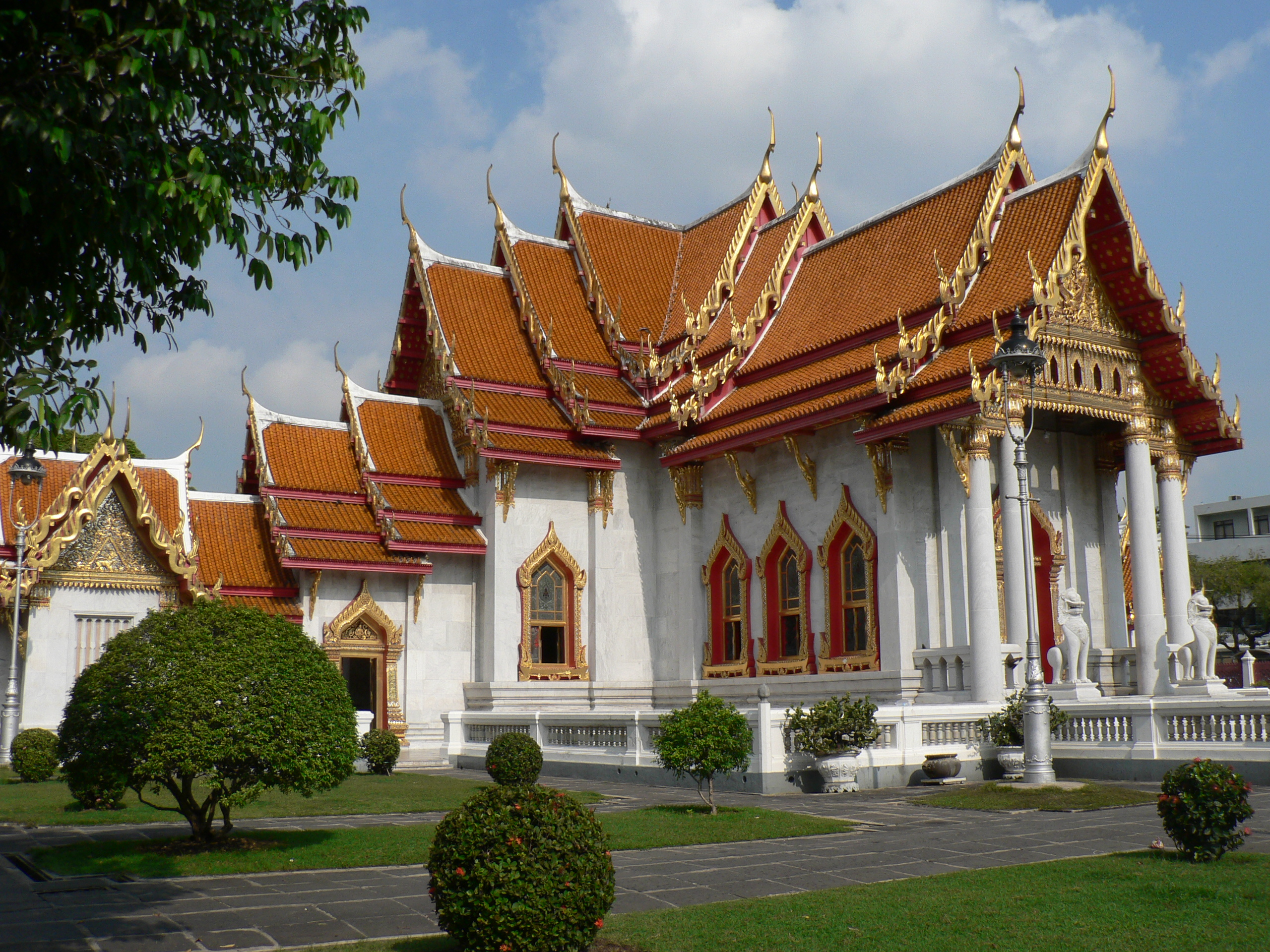
Ubosot van de Wat Benchamabophit
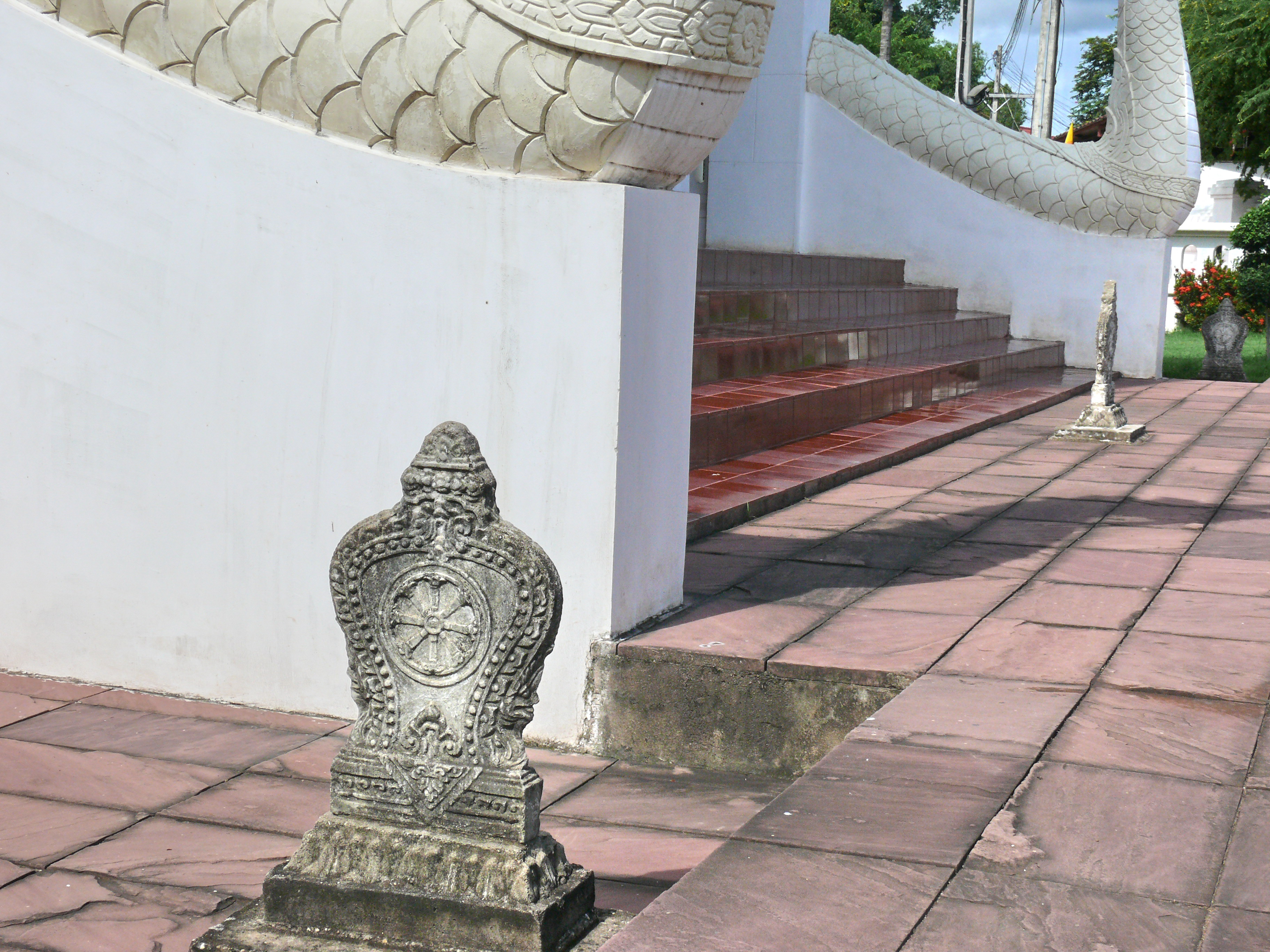
Eenvoudige Bai Sema's.
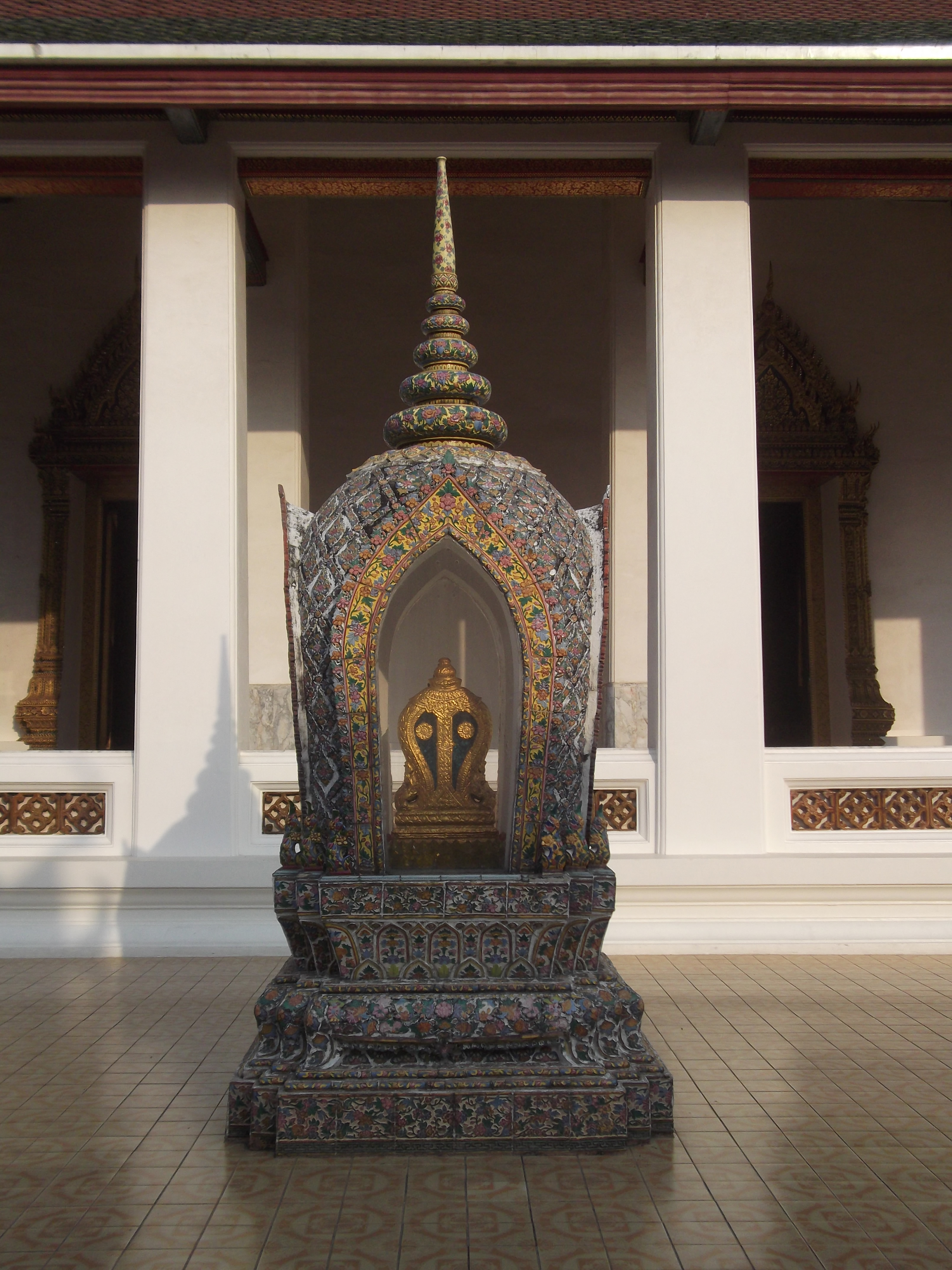
Een Bai Sema in een versierde behuizing.
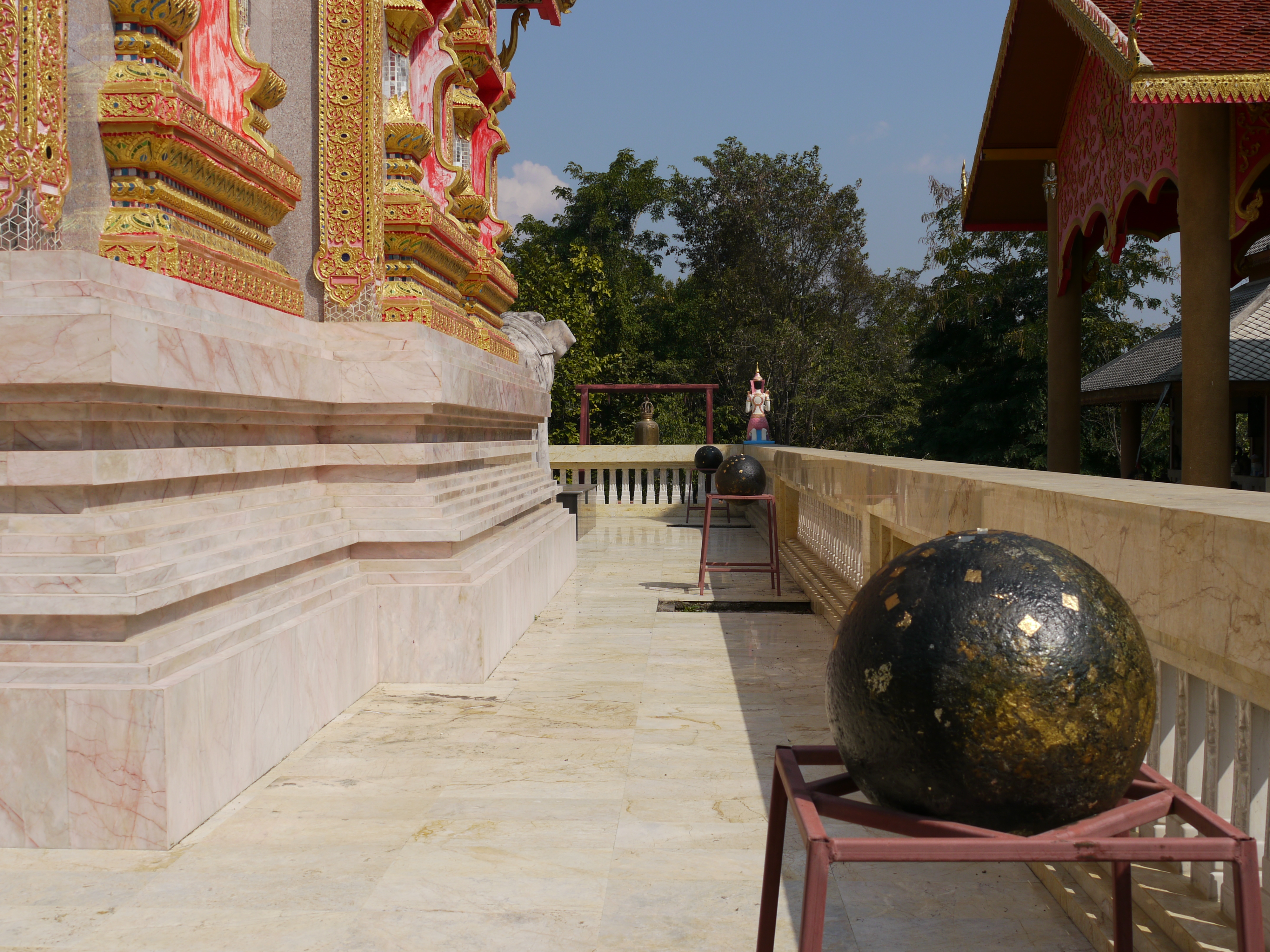
Onder de Bai Sema's zijn deze bollen (Luk Nimit) begraven, hier opgesteld bij de gaten waarin dat gebeurt.
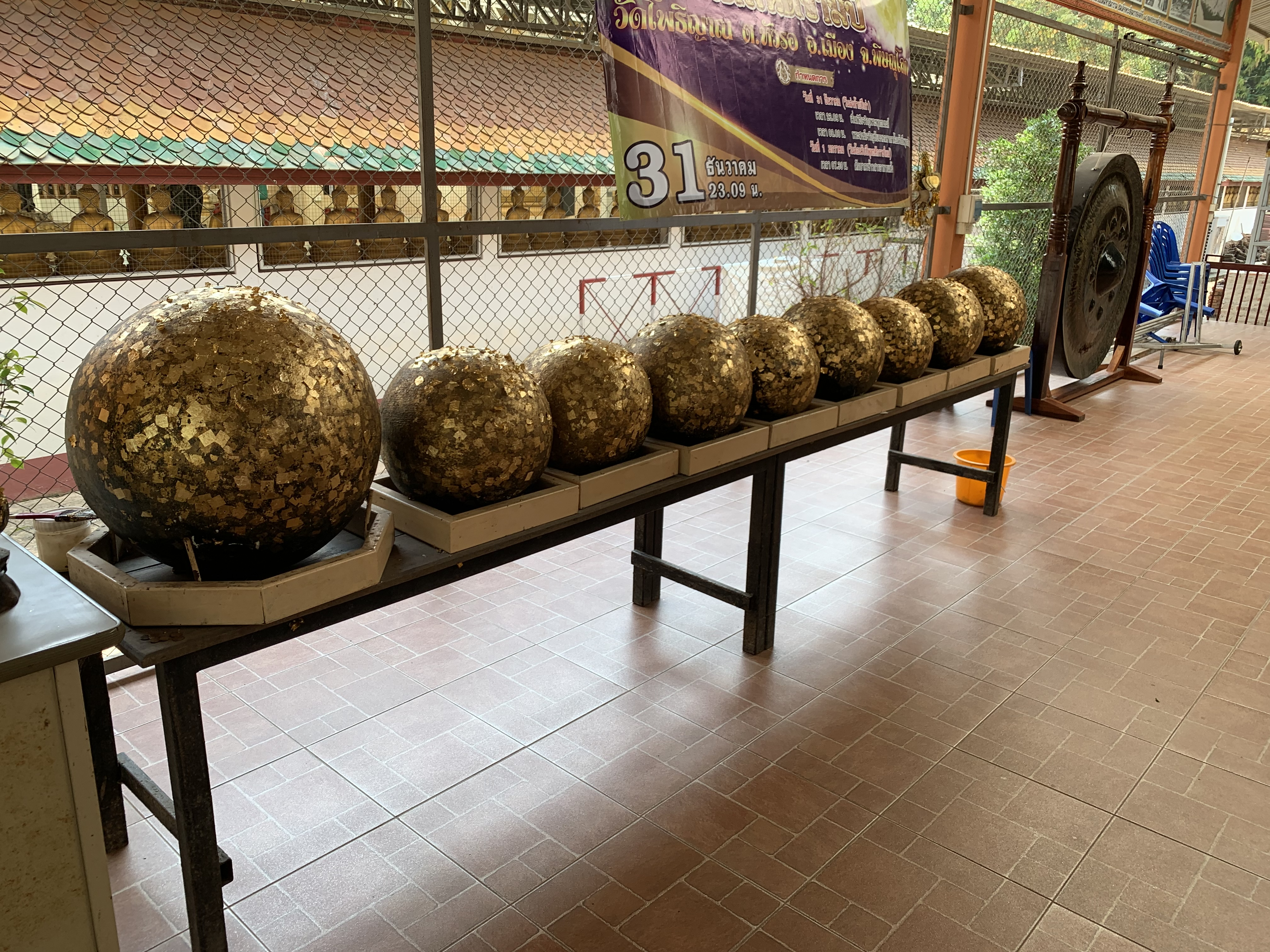
De Luk Nimit's zijn vaak alle negen voor enige tijd opgesteld om met stukjes bladgoud te worden bekleed.